# Modern Hungária
A Modern Hungária magyar popegyüttes, 1986-tól 1989-ig működött. Neve egyrészt arra utal, hogy az egykori Hungária frontembere, Fenyő Miklós alapította, másrészt zeneileg a Modern Talking stílusát követték.

## Tagok
- Fenyő Miklós – ének, billentyűs hangszerek
- Bodnár Attila – ének, gitár
- Plexi – énekesnő
- Frutti – énekesnő

## Diszkográfia
- Karácsony éjjelén / Boldog Új Év (1986. július 21., Favorit SPS 70775) (kislemez)
- Szív, zene, szerelem (1986. Október 30., Pepita SLPM 37046 (LP), MK 37046 (Kazetta))
- Csók x csók (1987. Június 14., Favorit SLPM 37107 (LP) MK 37107 (Kazetta))
- Egyszer fenn, egyszer lenn (1988. Október 18., Favorit SLPM 37164 (LP) MK 37164 (Kazetta))